# Alain Richard
Alain Richard (ur. 29 sierpnia 1945 w Paryżu) – francuski polityk, urzędnik państwowy i samorządowiec, parlamentarzysta, w latach 1997–2002 minister obrony.

## Życiorys
Absolwent Lycée Henri-IV, po którym ukończył studia z zakresu prawa publicznego. Kształcił się także w Instytucie Nauk Politycznych w Paryżu (1967) oraz w École nationale d’administration (1971). Od 1962 był działaczem lewicowej Parti socialiste unifié, w 1974 dołączył do Partii Socjalistycznej.
Pracował jako nauczyciel akademicki na Université de Reims-Champagne-Ardenne i Université de Paris I oraz w Instytucie Nauk Politycznych w Paryżu. W latach 70. został także urzędnikiem we francuskiej Radzie Stanu. Od 1977 do 1997 sprawował urząd mera Saint-Ouen-l’Aumône.
W 1978 po raz pierwszy został wybrany do Zgromadzenia Narodowego. W niższej izbie parlamentu zasiadał przez cztery kadencje do 1993, kiedy to nie uzyskał poselskiej reelekcji. W latach 1995–1997 był członkiem francuskiego Senatu.
Od czerwca 1997 do maja 2002 sprawował urząd ministra obrony z rządzie Lionela Jospina. Powrócił następnie na urząd burmistrza, uzyskując reelekcję w kolejnych wyborach. W 2011 ponownie wybrany w skład Senatu. W 2017 przeszedł do En Marche!, w tym samym roku utrzymał mandat senatora na następną kadencję.

## Odznaczenia
- Krzyż Wielkiego Oficera Orderu Gwiazdy Rumunii (Rumunia, 1999)[6]